# KT Tunstall's Acoustic Extravaganza
KT Tunstall's Acoustic Extravaganza è il secondo album della cantante scozzese KT Tunstall, pubblicato nel maggio 2006.

## Tracce
1. Ashes – 3:34
2. Girl and the Ghost – 4:14
3. One Day – 5:02
4. Golden Age – 5:00
5. Boo Hoo – 4:56
6. Gone to the Dogs – 3:59
7. Change – 3:44
8. Miniature Disasters – 4:32
9. Universe and U – 4:31
10. Throw Me a Rope – 3:43

## Classifiche
| Classifica (2006) | Posizione massima |
| ----------------- | ----------------- |
| Francia           | 188               |
| Regno Unito       | 32                |